# Птахшепсес
Птахшепсес — древнеегипетский государственный деятель, чати (визирь) и зять фараона Пятой династии Ниусерра Ини. Таким образом, он был одним из самых высокопоставленных членов царского двора. Комплекс мастабы Птахшепсеса в Абусире рассматривается многими как наиболее обширная и архитектурно уникальная из нецарских гробниц Древнего царства.

## Открытие гробницы
В 1843 году Ричард Лепсиус из Берлинского университета обозначил участок в Абусире рядом с комплексом пирамид Сахуры как «пирамида № XIX», что было обозначено в его книге «Denkmaeler aus Aegypten und Aethiopien». Первые археологические работы здесь были проведены полвека спустя французским геологом и археологом Жаком де Морганом. Его раскопки 1893 года показали, что на самом деле этот участок был частью мастабы, но из-за нехватки времени и финансов они охватили лишь одну треть сооружения. Интерес к этому месту был возрождён лишь около семидесяти лет спустя: в 1960 году Чехословацкий институт египтологии — впервые в истории Чехословакии — приступил к крупномасштабным археологическим работам на территории Абусира. В ходе серии раскопок с 1960 по 1974 год группа под руководством египтологов Збинека Жабы и Абду аль-Керети полностью расчистила всё древнее сооружение и обнаружила его полную структуру.

## Мастаба Птахшепсеса

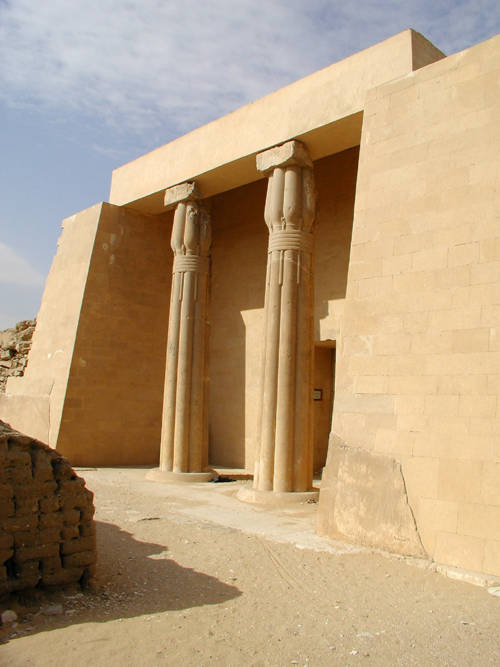
Вход в мастабу Птахшепсеса с колоннами.

Мастаба Птахшепсеса строилась в три этапа. Вход в гробницу, задокументированный де Морганом и подтвержденный Жабой, расположен в северо-восточном углу комплекса. Он состоит из двух шестиметровых лотосовидных колонн из белого известняка, которые поддерживают известняковый же архитрав под плитами из известняка для террасы на крыше. Колонны представляют собой самые старые известные образцы этого типа из Древнего Египта.
Вход ведет в комнату с шестистебельными колоннами лотоса, построенную во второй фазе увеличения мастабы и первоначально предназначавшуюся для входа в мастабу, но закрытую на третьей фазе расширения. Стены этой комнаты украшены сценами ладей и приготовления к погребальному культу Птахшепсеса, а также его биографической надписью. Узкий проход с изображениями Птахшепсеса и приносимых в жертву животных ведет к часовне с фрагментами статуй, которые когда-то стояли в трех нишах. На северной стене часовни изображены барельефы, на которых изображён Птахшепсес, наблюдающий за сельскохозяйственными работами, и несущие приношения слуги, а на южной стене рыбак и пастух преподносят птиц к ногам вельможи. Рядом с узким проходом находится еще один барельеф, изображающий шагающих шестерых сыновей Птахшепсеса. Имя первого сына, ныне уже известного как Хафини, вырезано. Два сына носили то же имя Птахшепсес, а троих других звали Кахотеп, Хемахти и Хену.
Часовня выходит на двор с двадцатью известняковыми колоннами, построенный на третьей стадии расширения. Эти колонны несут изображения Птахшепсеса в натуральную величину и расположены таким образом, чтобы привести посетителя к большому алтарю в центре, первоначальному входу в мастабу и, в конечном итоге, в погребальную камеру Птахшепсеса. Кроме того, двор украшают рельефы, из которых немногие сохранились на месте. К юго-востоку от двора находятся комплексы казначейства и зернохранилища. Погребальная камера расположена в северо-западном углу гробницы. Два гранитных саркофага — большой для Птахшепсеса и меньший для его жены Хамерернебти — хотя и пережили разграбление, но хорошо сохранились. Одна из самых примечательных особенностей мастабы — это комната в юго-западном углу гробницы, напоминающая лодку. Как и окружающие пирамиды, мастабу неоднократно подвергалась расхищению, а мумии супружеской четы были уничтожены. Во время Нового царства мастаба была задействована под мастерскую по демонтажу её же блоков для последующего повторного использования их при возведении других построек. Это разрушение продолжалось до римской эпохи, в результате чего руины гробницы визиря Птахшепсеса были полностью погребены под песками Абусира.

## Жизнеописание Птахшепсеса
Надпись у входа в мастабу подробно описывает биографию Птахшепсеса, аналогично известным жизнеописаниям Уны Старшего и Хирхуфа; однако верхние части текста отсутствуют, поэтому начало каждой строки неизвестно. На рельефах всего комплекса перечисляются его титулы и описываются достижения в чиновничьей карьере:
«Рожденный в эпоху Микерина, он [dо времена Шепсескафа] воспитывался среди Царских Детей в Великом Дворце Царя, в гареме, и Царь выделял его среди прочих… Поскольку Царь благоволил к Птахшепсесу, он дал ему в жены свою царственную дочь Маатху, ибо Царь предпочел, чтобы его дочь была с Птахшепсесом, а не с другим мужчиной. В правление Усеркафа он был Великим начальником строительных работ и Царь ценил его более других слуг. Птахшепсесу было даровано право входить в лодку Царя и охранять Царя. При царе Сахуре, будучи у него в большей милости, чем другие слуги, Птахшепсес был начальником таинств всех работ, какие угодно было делать Царю, и каждый день украшал двор Царя своим присутствием. В правление Нефериркары, будучи в милости у Царя более других слуг, он удостаивался похвалы Царя за все, что делал, и его величество разрешил ему облобызать его ноги, ибо Царь не желал, чтобы Птахшепсес лобызал землю. При Неферефра Птахшепсес, которого Царь ценил более других слуг, вступал на борт ладьи „Та, что несет на себе Богов“ во время всех коронационных празднеств, будучи любимым придворным Царя. Во время Неусерры Птахшепсес охранял Царя по желанию последнего, ибо Царь любил Птахшепсеса… он был предан своему господину, любим своим господином, ценим Богом Птахом, делая то, что Бог желал, и радуя каждого искусного человека под властью Царя»:204

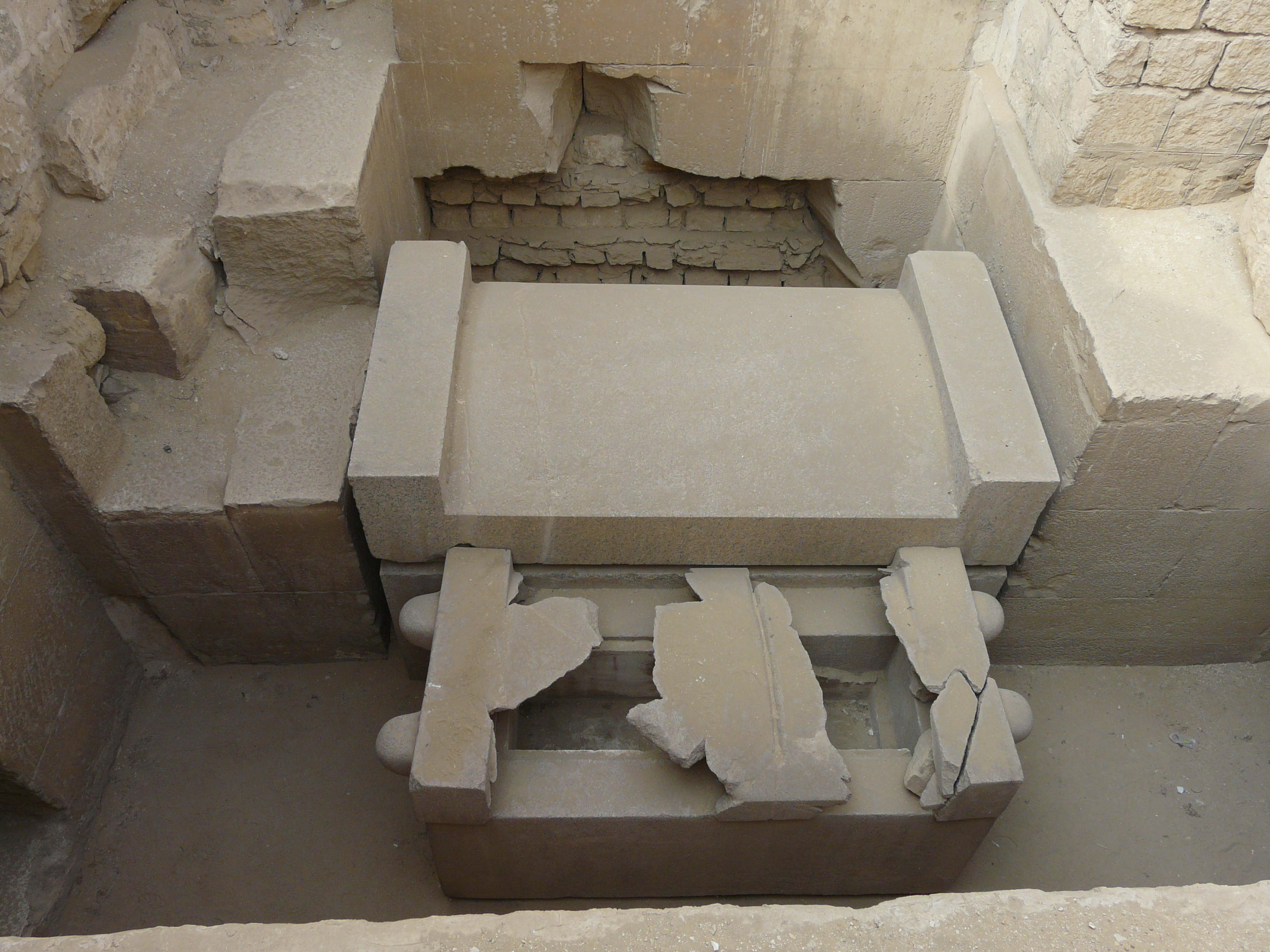
Саркофаг Птахшепсеса.

Кроме того, его называют «цирюльником Великого Дома». Эти роли были большой честью, поскольку требовали прикосновения к самому фараону. Высокий социальный статус Птахшепсеса также подтверждается тремя отдельными статуями в часовне мастабы, которые предполагают его роли как чиновника, жреца и частного лица. Многие особенности мастабы, в том числе зернохранилища и казначейские журналы, лодочная комната и две лодочные ямы за пределами комплекса, предполагают вдохновение из царской архитектуры. Расположение мастабы на равноудалённом расстоянии от комплексов пирамид Сахуры и Ниусерры также предполагает преднамеренную попытку связать его с семьёй монархов.
Птахшепсес женился на дочери фараона Ниусерры, Хамерернебти. В гробнице упоминаются четверо их сыновей (Птахшепсес, Кахотеп, Кеднес и Хемахти) и дочь Мерититес, носившая титул «дочь царя», хотя она была только внучкой фараона.
Саркофаг принцессы с точки зрения логистики нельзя было перенести в погребальную камеру мастабы Пташепсеса по узкому спускающемуся проходу. Людвиг Борхардт обнаружил собственную мастабу Хамерернебти возле комплекса пирамид Ниусерры. Следовательно, саркофаг принцессы должен был быть помещён в погребальную камеру Птахшепсеса во время строительства мастабы. Кроме того, имя принцессы записано строителями на блоках, использованных для создания ядра мастабы. Это позволяет египтологам датировать начало строительства мастабы Птахшепсеса от десятого до тридцатого года правления Ниусерры.